# Palorbitolina
Palorbitolina es un género de foraminífero bentónico de la subfamilia Orbitolininae, de la familia Orbitolinidae, de la superfamilia Orbitolinoidea, del suborden Orbitolinina y del orden Loftusiida. Su especie tipo es Madreporites lenticularis. Su rango cronoestratigráfico abarca desde el Barremiense superior hasta el Aptiense (Cretácico inferior).

## Discusión
Clasificaciones previas incluían Palorbitolina en el suborden Textulariina del orden Textulariida o en el orden Lituolida.

## Clasificación
Palorbitolina incluye a las siguientes especies:
- Palorbitolina complanata †
- Palorbitolina lenticularis †
- Palorbitolina megasphaerica †
- Palorbitolina nannembryona †
- Palorbitolina umbellata †